# Руснак Орест Манолійович
Оре́ст Манолійович Русна́к (24 липня 1894, Дубівці — 23 січня 1960, Мюнхен, Німеччина) — оперний співак-тенор. Брат Дениса Руснака.

## Життєпис
Народився 24 липня 1894 року у селі Дубівці, що на Буковині. У 1919—1923 роках навчався у Празькій консерваторії в класі Е. Фукса. У студентські роки О. Руснак час від часу співав у Братиславській опері та виїжджав із концертами до інших міст Чехословаччини. Пізніше студіював у Мілані. З 1924 року соліст оперних театрів у Кенігсберзі, Хемніці, Ґраці та декілька років у Мюнхені (під псевд. Ґерлях; гастролював у Берліні, Лейпцигу, Відні і в Україні (у Харківській опері, 1928 р.); з концертами об'їздив низку міст УРСР та Західної України. Так, 13 і 14 липня 1930 року виступав у Дніпропетровському театрі імені Тараса Шевченка згідно оголошення місцевої газети як «німецький оперний співак», виконував уривки з опер та романси.
Помер у Німеччині, похований 26 січня 1960 року на українській дільниці цвинтаря «Вальдфрідгоф» у Мюнхені. 

## Творчість
Головні партії: Каварадоссі і Рудольфо («Тоска» і «Богема» Дж. Пуччіні), Арнольд («Вільгельм Телль» Дж.-А. Россіні), Манріко («Трубадур» Дж. Верді), Ліонель («Марта» Ф. Фльотова) та ін. Руснак визначний виконавець пісень М. Лисенка та інших українських композиторів.